# 桃园街道 (铜川市)
桃园街道，是中华人民共和国陕西省铜川市王益区下辖的一个乡镇级行政单位。

## 行政区划
桃园街道下辖以下地区：
新川社区、建工路社区、光明社区和新兴社区。